# Pinhalzinho (São Paulo)
Pinhalzinho é um município brasileiro do estado de São Paulo. Sua população estimada pelo IBGE em 2024 era de 15.605 habitantes.

## História
Pinhalzinho, nome derivado da abundância de araucárias na região, foi fundado em 1840, pelas famílias de João Domingues Siqueira e de Generoso de Godoi Bueno. O povoamento de Pinhalzinho deu-se principalmente por imigrantes italianos, entre eles Antonio Fornari e filhos, que fundaram a primeira casa comercial. Foi também significante a imigração de espanhóis oriundos sobretudo da Andaluzia.
A imigração estrangeira decorreu do fim da escravidão, em 1888, principalmente de colonos da imigração subvencionada, encaminhados pela Hospedaria de Imigrantes de São Paulo para as fazendas de café da região, como a Fazenda de João Gomes, no bairro da Rosa Mendes. Do tempo da escravidão, deixou memória a Fazenda Velha, no atual bairro desse nome, cujo fazendeiro, com a Lei Áurea, decidiu dividir e distribuir suas terras entre seus antigos escravos. Dos descendentes desses escravos ficaram conhecidas Nhá Sabina e Nhá Florinda, benzedeiras, nascidas depois da Lei do Ventre Livre, de cujo sítio sobrevive o antigo terreiro e algumas de suas plantas.
Pinhalzinho foi, até os anos 1950, um reduto de sobrevivência do dialeto caipira, a língua portuguesa, com influências espanholas e italianas, falada com forte sotaque da língua geral paulista, idioma originário de dieletos tupi do litoral paulista. O dialeto caipira do Pinhalzinho, além da iotização em muitas palavras (como em cuié, muié, zóio, arriá, oreia, mecê, corgo) tinha também muitas palavras propriamente tupis, como pacuera, tapera, pipoca, muquirana. É uma região que ainda tem muitos mestiços de zigomas salientes e olhos ligeiramente repuxados, resquício da ancestralidade indígena não muito anterior ao século XVIII.
O povoado, em 1900, contava com vinte habitações dispersas. A partir de 1910 o crescimento foi acelerado em função da criação de uma escola particular, mantida por moradores como Eduardo Fornari, Henrique Torricelli e outros, e o aumento da população causada pelo anúncio de oferta de terrenos gratuitos, divulgado pelo jornal Cidade de Bragança.
Em 1922, concluiu-se a igreja, obra realizada pelo construtor Tomás de Camargo e o carpinteiro José, sendo trazida diretamente de Barcelona, a imagem da padroeira, Nossa Senhora de Copacabana.
Em 23 de dezembro de 1936, através da Lei nº 2784 é criado o distrito de Pinhal, no município de Bragança (atual Bragança Paulista).
Em 30 de novembro de 1938, através do Decreto-Lei Estadual nº 9775 o distrito passou a denominar-se Pinhalzinho.
Em 28 de fevereiro de 1964, através da Lei Estadual nº 8092, Pinhalzinho foi elevado à categoria de município, desmembrado de Bragança Paulista. Sua instalação ocorreu no dia 28 de março de 1965.

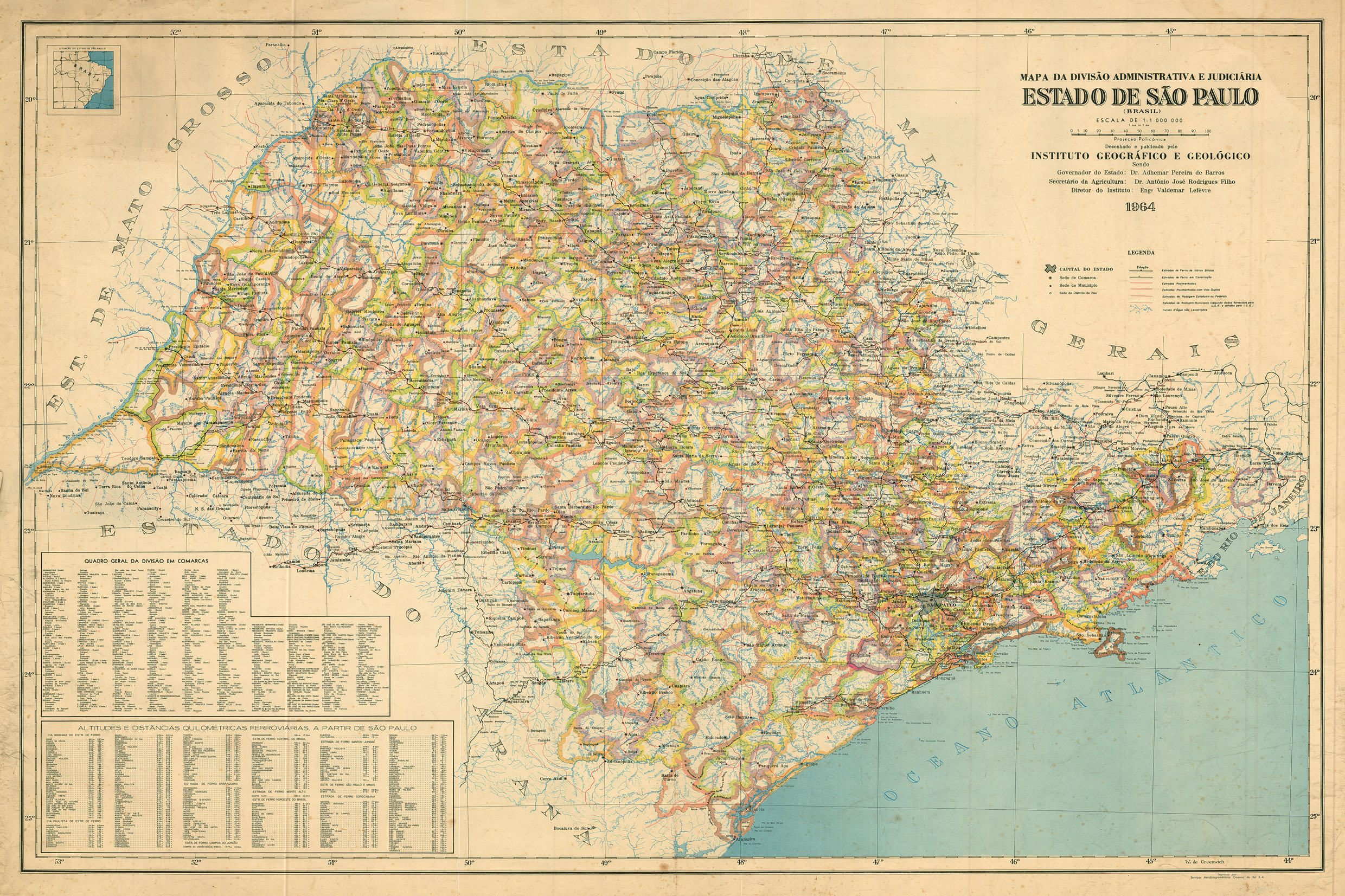
Estado de São Paulo (1964).

## Demografia

### População
| Crescimento populacional                             | Crescimento populacional | Crescimento populacional | Crescimento populacional |
| Ano                                                  | População Total          |                          | %±                       |
| ---------------------------------------------------- | ------------------------ | ------------------------ | ------------------------ |
| 1970                                                 | 4 912                    |                          | —                        |
| 1980                                                 | 6 432                    |                          | 30,9%                    |
| 1991                                                 | 8 433                    |                          | 31,1%                    |
| 2000                                                 | 10 986                   |                          | 30,3%                    |
| 2010                                                 | 13 105                   |                          | 19,3%                    |
| 2022                                                 | 15 224                   |                          | 16,2%                    |
| Est. 2024                                            | 15 605                   | [ 6 ]                    | 2,5%                     |
| Fontes: Censos Demográficos IBGE e Estimativas SEADE |                          |                          |                          |

### Dados demográficos
Dados do Censo - 2010
População total: 13.104 
- Urbana: 11.138
- Rural: 1.966
- Homens: 7.207
- Mulheres: 5.897

Densidade demográfica (hab./km²): 84,57
Mortalidade infantil até 1 ano (por mil): 7,523
Expectativa de vida (anos): 79,73
Taxa de fecundidade (filhos por mulher): 1,38
Taxa de alfabetização: 97,99%
Índice de Desenvolvimento Humano (IDH-M): 0,850
- IDH-M Renda: 0,808
- IDH-M Longevidade: 0,880
- IDH-M Educação: 0,862

(Fonte: IPEADATA)

## Geografia
Localiza-se a uma latitude 22º46'46" sul e a uma longitude 46º35'26" oeste, estando a uma altitude de 910 metros. 

### Hidrografia
Pinhalzinho é cortada pelo Ribeirão do Pinhal, que desagua no Rio Camanducaia, no município de Monte Alegre do Sul.
O município se insere na Bacia Hidrográfica PCJ (Piracicaba, Capivari e Jundiaí), formadores do Rio Tietê.
Na parte norte do município passa o Rio Camanducaia.

### Rodovias
- SP-8

## Infraestrutura

### Energia
A concessionária de energia elétrica que atende o município é a Energisa Sul-Sudeste, antiga Bragantina (distribuidora do grupo Rede Energia).

### Saneamento
O serviço de abastecimento de água é feito pela Companhia de Saneamento Básico do Estado de São Paulo (SABESP).

### Comunicações
O sistema de telefones automáticos foi inaugurado na cidade em 1982 pela Telecomunicações de São Paulo (TELESP), que também implantou o sistema de discagem direta à distância (DDD) em 1982 com o código de área (011).

## Administração
- Prefeito: Sebastião Zanardi (2025 – 2028)
- Vice-prefeito: Alexandre Marcel Franco (2025 – 2028)
- Presidente da câmara: José Ricardo Kiota (2025 – 2026)

## Religião
O Cristianismo se faz presente na cidade da seguinte forma:

### Igreja Católica
- A igreja faz parte da Diocese de Bragança Paulista.[15]

### Igrejas Evangélicas
- Assembleia de Deus Ministério do Belém.[16][17]
- Congregação Cristã no Brasil.[18]